# 長身𩷶
長身𩷶，為輻鰭魚綱鯰形目𩷶鯰科的其中一種，為熱帶淡水魚，分布於亞洲湄公河及湄南河流域，體長可達28.2公分，棲息在河川及氾濫平原底層水域，以甲殼類、軟體動物及果實等為食，屬雜食性，會進行季節性洄游，生活習性不明，可做為食用魚。

## 扩展阅读
維基物種上的相關：長身𩷶